# Alissonotum pauper
Alissonotum pauper är en skalbaggsart som beskrevs av Hermann Burmeister 1847. Alissonotum pauper ingår i släktet Alissonotum och familjen Dynastidae. Inga underarter finns listade i Catalogue of Life.